# Mont Grand Matoury
De Mont Grand Matoury (Frans: Réserve naturelle nationale du Mont Grand Matoury) is een natuurreservaat in Frans-Guyana, Frankrijk. Het bevindt zich ongeveer 8 kilometer ten zuiden van de hoofdstad Cayenne in de gemeente Matoury. Het is vernoemd naar de gelijknamige berg met een hoogte van 234 meter. Het natuurgebied was in 1942 al beschermd, maar is vergroot in 2006.

## Overzicht
Het natuurreservaat bevindt zich in een overgangsgebied van verschillende ecosystemen. De lage kustvlakte met mangrovebossen loopt over in de oerbossen van het hoogland. Vele kreken stromen door het gebied, en het is omringd door moerassen en savannes.
In 1942 werd een gebied van 166 hectare rond de berg beschermd als natuurreservaat. Door het gebied werd het Mirande natuurpad aangelegd en is een wandelpad van 3 uur. Op 6 september 2006 werd het reservaat uitgebreid tot 2.123 hectare.

## Flora en fauna
Het Mont Grand Matoury natuurreservaat herbergt een grote variëteit aan diersoorten. Het gebied bevat 75 zoogdieren waaronder 37 vleermuizen, 293 vogelsoorten, en 351 vlinders bevinden zich in het gebied. Vogels die voorkomen zijn onder andere de wegbuizerd, langpootkiekendief, kleine ani, kolibries en de amazonemotmot..
De palmsoort Astrocaryum minus was in 1877 voor het eerst door Trail beschreven en het werd aangenomen dat de soort verdwenen was. In 1995 werd de palm herontdekt op Mont Grand Matoury, en wordt sindsdien beschouwd als een specifieke ondersoort. Het reservaat bevat ook een precolumbiaanse archaeologische site.